# Game Called Life
Graduating Speed  — третій студійний альбом українського гурту Stinx виданий у 2016 році.

## Список треків
| #   | Назва                   | Тривалість |
| --- | ----------------------- | ---------- |
| 1.  | «Intro ІІІ»             | 1:41       |
| 2.  | «I Don't Mind»          | 2:57       |
| 3.  | «Rejected»              | 2:19       |
| 4.  | «Never Be Alone»        | 1:48       |
| 5.  | «Loosing You»           | 1:28       |
| 6.  | «Not A Loose»           | 2:49       |
| 7.  | «Punk Rock Can Take It» | 2:18       |
| 8.  | «Game Called Life»      | 2:50       |
| 9.  | «I Want You Here»       | 3:03       |
| 10. | «Elvis vs Ramones»      | 3:32       |

## Ключові особи
- Юрій «Утюг» Демиденко — вокал, бас-гітара
- Володимир «Че» Черемис — гітара, бек вокал
- Сергій «Сід» Стефанюк — ударні